# Фукая

36°11′51″ пн. ш. 139°16′53″ сх. д. / 36.19750° пн. ш. 139.28139° сх. д.
Фука́я (яп. 深谷市, ふかやし, МФА: [ɸu̥kaja ɕi̥]) — місто в Японії, в префектурі Сайтама.

## Короткі відомості
Розташоване в північній частині префектури. Виникло на основі середньовічного постоялого містечка на Середгірському шляху. Основою економіки є сільське господарство, вирощування фукайської цибулі, виробництво електротоварів. Станом на 1 жовтня 2008 площа міста становила 137,58 км². Станом на 1 січня 2009 населення міста становило 146 050 осіб.

## Міста-побратими
- Фремонт, США (1980)
- Мінамі-Уонума, Японія (1989)
- Shunyi, КНР (1995)
- Танохата, Японія (1997)